# 汤姓
汤姓是漢族姓氏之一，在《百家姓》中排第72位，按人口计算排名第101位（2007年数据）。

## 起源
汤姓主要出自子姓，皆為商汤的後人，有几个起源：
1. 商朝宗室之中某支系以先祖成汤的谥号为氏，是为河南汤氏。
2. 商亡以后，周公将商纣王的庶兄微子启封于宋国，《万姓统谱》记载，春秋时期宋国有荡氏，是宋桓公之子公子荡的后裔，后来将“荡”字去掉草字头而成为汤氏；
3. 子姓宋国再传至战国末年宋康王偃而亡国，宋康王有一弟名昌，昌生子隆，逢秦始皇焚书坑儒，为避祸而改姓汤。
4. 宋朝时有汤悦，本姓殷氏（也是商汤后裔），为避宋宣祖趙弘殷的名讳而改姓汤氏。
5. 其它来源有外姓、少数民族改姓，包括满族、侗族、土族、蒙古族都有汤姓者。

## 郡望
- 中山郡
- 范陽郡

## 堂號
- 中山堂
- 范陽堂
- 掬星堂
- 吞星堂
- 玉茗堂

## 延伸阅读
[在维基数据编辑]
 《百家姓》
 《欽定古今圖書集成·明倫彙編·氏族典·湯姓部》，出自陈梦雷《古今圖書集成》